# She Was Hot
«She Was Hot» —en español: «Era ardiente»— es una canción compuesta por Mick Jagger y Keith Richards para su banda The Rolling Stones, editada como segundo sencillo del álbum Undercover del año 1983.

## Grabación y lanzamiento
La grabación comenzó en finales de 1982 en los estudios Pathé Marconi en París y finalizaron en los estudios The Hit Factory en Nueva York en mayo de 1983. Escrita por Mick Jagger y Keith Richards, la canción es un número de rock 'n' roll tradicional de la banda. En la canción tocan el pianista original de los Rolling Stones Ian Stewart y su reemplazo Chuck Leavell.
«She Was Hot» fue lanzada como el segundo sencillo del álbum el 24 de enero de 1984. El lado B para el sencillo fue un descarte de Emotional Rescue, «I Think I'm Going Mad». La canción no tuvieron un buen desempeño, alcanzando solamente el número 44 en las listas de Estados Unidos y el número 42 en las listas del Reino Unido. 
Un video memorable fue producido para la canción, con la actriz Anita Morris que semi cómicamente tienta a cada miembro de la banda. La versión en video incluye un verso adicional. Como con su predecesor, «Undercover of the Night», el vídeo de «She Was Hot» fue dirigido por Julien Temple y también fue editado para su difusión en MTV.

## Legado
Los Stones habían resucitado la canción para parte de la gira A Bigger Bang Tour por Estados Unidos en 2006. La canción hizo su debut en vivo el 11 de octubre de 2006 en Chicago y fue una parte regular del repertorio de la banda desde entonces. Una interpretación de «She Was Hot» fue capturada para la película-concierto y álbum en vivo Shine a Light, de 2008.

## Personal
Acreditados:
- Mick Jagger: voz.
- Keith Richards: guitarra eléctrica.
- Ron Wood: guitarra eléctrica.
- Bill Wyman: bajo.
- Charlie Watts: batería.
- Ian Stewart: piano.
- Chuck Leavell: teclados.

## Posicionamiento en las listas
| Listas (1984)                      | Mejor posición |
| ---------------------------------- | -------------- |
| Alemania (Media Control AG)        | 54             |
| Australia (Kent Music Report)      | 60             |
| Bélgica (Flandes) (Ultratop 50)    | 20             |
| Estados Unidos (Billboard Hot 100) | 44             |
| Nueva Zelanda (Recorded Music NZ)  | 46             |
| Países Bajos (Mega Single Top 100) | 18             |
| Reino Unido (UK Singles Chart)     | 42             |

## Versiones de otros artistas
- La canción también fue versionada por la banda Cheap Trick.